# 稲村博
稲村 博（いなむら ひろし、1935年9月2日 - 1996年5月14日）は、日本の医学者・精神科医。

## 生涯
徳島県生まれ。東京大学医学部卒、同医学科大学院修了。1973年「犯罪性精神障害者の精神医学的研究」で医学博士。
東京医科歯科大学医学部助手や筑波大学社会医学系助教授などを経て、1994年に一橋大学保健センター所長・教授となるが、翌々年の1996年に逝去。ちなみに、後任の保健センター所長となった湊博昭も在任中に逝去した。

## 人物
- 自殺研究から青少年問題へと進み、不登校・登校拒否などを問題にした。両親の同意のもとに不登校児を精神病院に強制入院させて物議をかもし、さらに「不登校はいずれ無気力症になる」との非科学的な発言で社会から指弾を受け、実質的に学会からも追放された[1]。稲村の主張は、戸塚ヨットスクールの理論的基盤になったとも指摘されている[2]。
- 弟子の一人に斎藤環がいる。

## 著書
- 川端康成 芸術と病理 金剛出版 1975 (パトグラフィ双書)
- 自殺学 その治療と予防のために 東京大学出版会 1977.5
- 子殺し その精神病理 誠信書房 1978.6
- 子どもの自殺 東京大学出版会 1978.6 (Up選書)
- 自殺防止 再生への歩み 創元社 1978.6 「徹底検証!自殺のメカニズム」創森出版 1995
- 若年化する自殺 誠信書房 1978.9
- 自殺の原点 比較文化的考察 新曜社 1979.7
- ティーン・エイジャー 現代評論社 1979.8
- わが子と教え子を自殺から守る十章 大修館書店 1980.3
- 家庭内暴力 日本型親子関係の病理 新曜社 1980.6
- 日本人の海外不適応 日本放送出版協会 1980.11 (NHKブックス)
- 親たちの誤算 家庭内暴力・登校拒否・遊び型非行 朝日出版社 1981.1
- 親子関係学 1981.4 (講談社現代新書)
- 未然に防ごう 2 自殺 公文数学研究センター 1981.5
- 心の絆療法 誠信書房 1981.10
- 思春期挫折症候群 現代の国民病 新曜社 1983.2
- しつけ相談室 弘文堂 1983.9
- 天才の人間学 創造と病理 新曜社 1983.10
- 自殺のサインをみのがすな 農山漁村文化協会 1983.11 (健康双書)
- 子どものSOSをキャッチせよ 思春期でつまずかない親子学 大和山出版社 1984.9
- ミドルエイジ症候群 1984.11 (講談社現代新書)
- 精神衛生徴候 心の悩みを読みとる法 彩古書房 1985.5 (サイコブックス)
- 黙示録2025年 青少年アパシーは戦慄のサイン 朝日出版社 1985.11
- カウンセリングの基礎訓練 これからカウンセリングを始める人のために 誠信書房 1986.6
- 機械親和性対人困難症 弘文堂 1986.7
- 思春期の心のカルテ 国土社 1986.8
- いじめ問題 日本独特の背景とその対策 教育出版 1986.11 (シリーズ・やさしい心理学)
- 対談思春期の危険信号 至文堂 1988.4
- 登校拒否の克服 続・思春期挫折症候群 新曜社 1988.7
- 若者・アパシーの時代 急増する無気力とその背景 日本放送出版協会 1989.4 (NHKブックス)
- 精神科医の見た日本の未来「過速社会」はどこへゆくのか PHP研究所 1990.3
- 不登校・ひきこもりQ&A 誠信書房 1993.9
- 不登校の研究 新曜社 1994.3
- 「嵐の乙女」シンドローム 高学歴・美人を暴発させる心のやまい ネスコ 1995.9

## 共編著
- 情緒障害事典 高野清純共編 岩崎学術出版社 1977.12
- 一人ではささえきれない悩み 自殺の原因と予防 斎藤友紀雄共著 青也書店 1978.9
- 登校拒否 どうしたら立ち直れるか 詫摩武俊共編 1980.9 (有斐閣選書)
- わが子に限って 自殺の予防と対策 斎藤友紀雄共著 鷹書房 1980.5
- シリーズ・現代の子どもを考える 全16巻 小川捷之共編 共立出版 1981-1983
- 職場のメンタルヘルスQ and A 「現代のエスプリ」別冊 至文堂 1988.10
- 中高年の自殺 同朋舎出版 1990.8 (メンタルヘルス・シリーズ)
- いじめ自殺 斎藤友紀雄共編 至文堂 1995.5 (現代のエスプリ別冊)

## 参考
- ある悲喜劇--稲村博と斎藤環 ("ひきこもり"の反・偽精神医学化をめぐって--対論) 高岡健 精神医療 第4次 2001